# 99503 Leewonchul
99503 Leewonchul este un asteroid din centura principală de asteroizi.

## Descriere
99503 Leewonchul este un asteroid din centura principală de asteroizi. A fost descoperit pe 16 februarie 2002 la Bohyunsan de Young-Beom Jeon. Asteroidul prezintă o orbită caracterizată de o semiaxă mare de 2,41 ua, o excentricitate de 0,20 și o înclinație de 7,7° în raport cu ecliptica.